# Likes (programa de televisión)
Likes era un programa de televisión que se emitía en el canal #0, canal de Movistar+. Presentado por Raquel Sánchez-Silva y dirigido por Jordi Roca  junto a los colaboradores Alaska, Mario Vaquerizo,  Chenoa, Alberto Rey, Guillermo Rodríguez, Zahara, entre otros.

## Historia
Raquel Sánchez Silva informó que su nuevo programa en el canal de Movistar se iba a llamar Likes y que trataría sobre las redes de internet. El programa se emitió por primera vez el lunes  1 de febrero de 2016, el mismo día en que se estrenaba el canal. El programa tiene como productora 7 y acción, la misma productora del programa de televisión El hormiguero. El programa se emitía, en su tercera y última temporada, en el canal #0 de lunes a jueves a las 15:00h. Fue cancelado el 30 de noviembre de 2017, fecha de su última emisión.

## Colaboradores
- Pepe Colubi
- Javier Cansado
- Ana Milán
- Chenoa
- Espido Freire
- María Gómez
- Alberto Rey
- Raquel Martos
- Xosé Castro
- Fernando Acevedo
- El Monaguillo
- Cristina Teva
- Jesús Palacios
- Arturo Paniagua
- Zahara
- Pilar de Francisco
- Alejandro Alcaraz
- Pere Aznar
- Carlos Langa
- Carles Sánchez
- Javier Calvo
- Javier Ambrossi
- Marta Fernández
- Nacho Vigalondo

## Temporadas
| Temporada | Temporada | Episodios | Estreno                  | Final                   | Audiencia media | Audiencia media | Audiencia media |
| Temporada | Temporada | Episodios | Estreno                  | Final                   | Espectadores    | Cuota           |                 |
| --------- | --------- | --------- | ------------------------ | ----------------------- | --------------- | --------------- | --------------- |
|           | 1         | 112       | 1 de febrero de 2016     | 8 de julio de 2016      |                 |                 |                 |
|           | 2         |           | 5 de septiembre de 2016  | 20 de julio de 2017     |                 |                 |                 |
|           | 3         |           | 11 de septiembre de 2017 | 30 de noviembre de 2017 |                 |                 |                 |
| Total     | Total     | 112       | 2016                     | —                       | —               | —               |                 |

### Temporadas
| Temporada           | Programas | Audiencia | Fechas de emisión                                        | Horario de emisión                       | Otros datos |
| ------------------- | --------- | --------- | -------------------------------------------------------- | ---------------------------------------- | ----------- |
| Primera (2016)      | 112       |           | Del 1 de febrero de 2016 al - 8 de julio de 2016         | Se emite de lunes a viernes a las 20:30h |             |
| Segunda (2016-2017) |           |           | Del 5 de septiembre de 2016 al - 20 de julio de 2017     | Se emite de lunes a jueves a las 20:45h  |             |
| Tercera (2017)      |           |           | Del 11 de septiembre de 2017 al - 5 de diciembre de 2017 | Se emite de lunes a jueves a las 15:00h  |             |